# Movimiento de las nuevas ciudades
El movimiento de las nuevas ciudades (en inglés, new towns movement), se refiere a las ciudades que se construyeron después de la Segunda Guerra Mundial y que han sido deliberadamente planeadas, desarrolladas y construidas como un remedio al hacinamiento y la congestión en algunos casos, y para los asentamientos dispersos ad hoc en los demás. La razón principal pues, era la de descongestionar las grandes ciudades industrializadas, el realojamiento de las personas en ciudades nuevas, recién construidas y totalmente planificadas, que eran completamente autosuficientes y se proporcionaban para la comunidad.